# Nikolaus Heidelbach

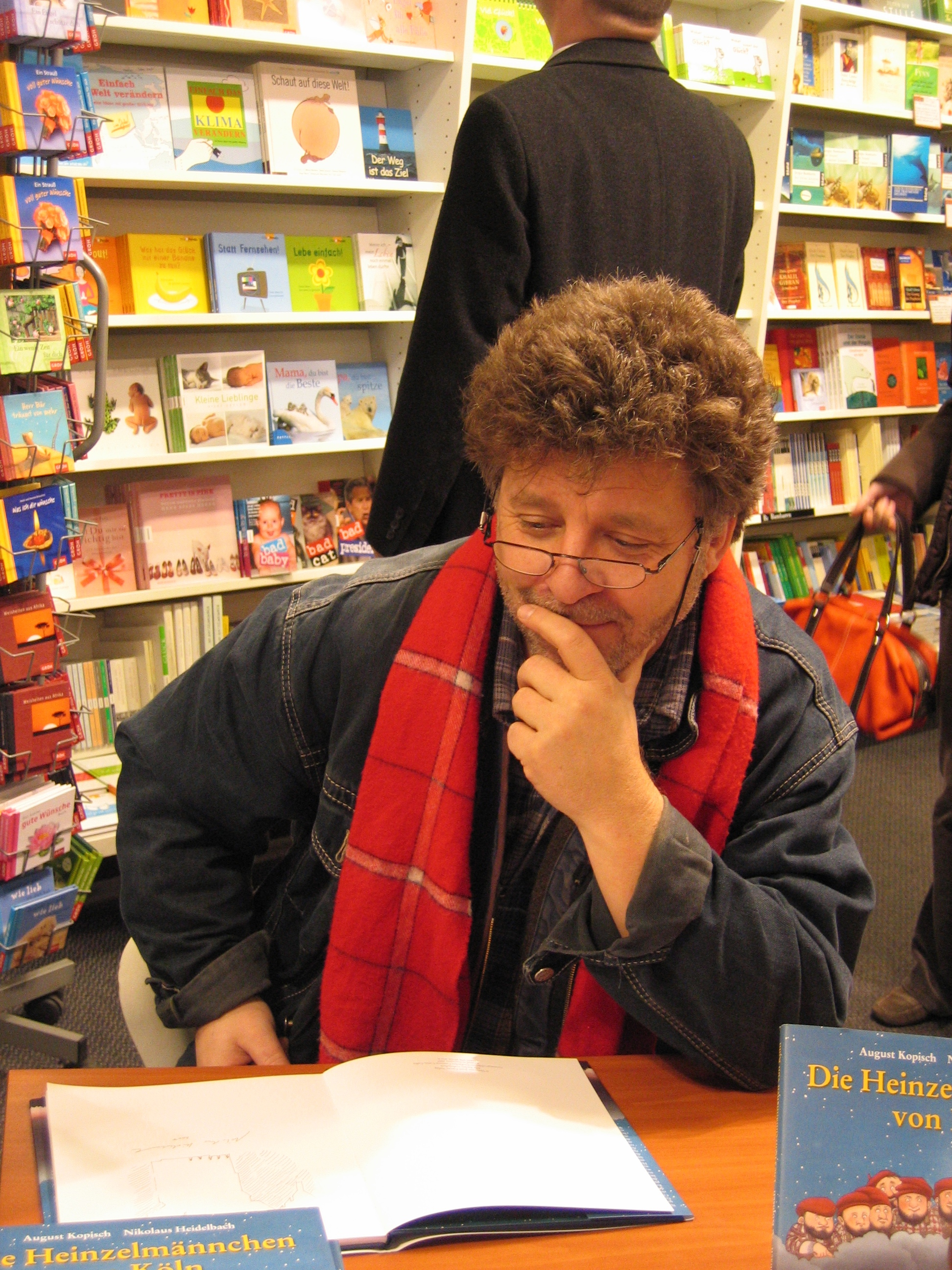
Nikolaus Heidelbach, 2007 während einer Signierstunde in Köln

Nikolaus Heidelbach (* 4. Dezember 1955 in Lahnstein/Rhein) ist ein deutscher Bilderbuchillustrator und -autor.
Nikolaus Heidelbach ist der Sohn des Malers Karl Heidelbach (1923–1993). Er studierte Germanistik, Kunstgeschichte und Theaterwissenschaften in Köln und Berlin und lebt heute als freischaffender Künstler in Köln.

## Sonderausstellungen
- 2022: Nikolaus Heidelbach: Originale, Literaturhaus München
- 2016: Nikolaus Heidelbach. Neue Bilder-Bücher, Stadtbibliothek Köln[1]
- 2010: Nikolaus Heidelbach und Norman Junge. Ungeheuer, Museum für Angewandte Kunst, Köln

## Auszeichnungen
- 1982 – Oldenburger Jugendbuchpreis für Das Elefantentreffen oder 5 dicke Angeber
- 1983 – Nominiert für den Deutschen Jugendliteraturpreis mit Das Elefantentreffen
- 1984 – Troisdorfer Bilderbuchpreis für Eine Nacht mit Wilhelm (2. Preis)
- 1986 – Troisdorfer Bilderbuchpreis für Der Ball (2. Preis)
- 1987 – Nominiert für den Deutschen Jugendliteraturpreis mit Der Ball oder ein Nachmittag mit Bertie
- 1988 – Troisdorfer Bilderbuchpreis  für Vorsicht Kinder (1. Preis)
- 1993 – Kinderbuchpreis des Landes Nordrhein-Westfalen
- 1998 – Eulenspiegelpreis für Ein Buch für Bruno
- 2000 – Sonderpreis Illustration des Deutschen Jugendliteraturpreises für sein Gesamtwerk
- 2000 – Kinderbuchpreis des Landes Nordrhein-Westfalen (Ill.) für Mit Katz und Hund auf Du und Du
- 2007 – Großer Preis der Deutschen Akademie für Kinder- und Jugendliteratur e. V. Volkach
- 2007 – Deutscher Jugendliteraturpreis in der Sparte Bilderbuch für Königin Gisela
- 2012 – Rattenfänger-Literaturpreis für Wenn ich groß bin, werde ich Seehund
- 2018 – Joachim-Ringelnatz-Preis (Kategorie „Kunst“)
- 2023 – Sondermann-Preis für Komische Kunst

## Gedichte
- Illustrationen zu Christoph Gottwald: Versteinerungen – Gedichte aus einer grossen Stadt. 1980.

## Kinderbücher, Märchenillustrationen und weitere (Auswahl)
- Illustrationen zu Archipoeta. Vagantenbeichte. Köln, Janus Presse 1981 (100 Exemplare, kein Kinderbuch)
- Das Elefantentreffen oder 5 dicke Angeber. Beltz & Gelberg, 1982.
- Prinz Alfred. Beltz & Gelberg, 1982.
- Eine Nacht mit Wilhelm. Beltz & Gelberg 1984.
- Kleiner dicker Totentanz. DuMont, 1984.
- Der Ball oder Ein Nachmittag mit Berti. Beltz & Gelberg, 1986.
- Kleines Alphabet für Tierquäler und Kinderfreunde. Haffmans, 1986.
- Vorsicht Kinder. Weinheim: Beltz & Gelberg, 1987.
- Illustrationen zu Christine Nöstlinger: Der neue Pinocchio. Beltz & Gelberg, 1988.
- Illustrationen zu Josef Guggenmos: Oh, Verzeihung, sagte die Ameise. Beltz & Gelberg, 1990.
- Albrecht Fafner fast allein. Beltz & Gelberg, 1992.
- Illustrationen zu Paul Maar: Der Aufzug. Beltz & Gelberg, 1993.
- Was machen die Mädchen? Beltz & Gelberg, 1993.
- Illustrationen zu Franz Hohler: Der Riese und die Erdbeerkonfitüre und andere Geschichten. Maier, 1993.
- Kinderparadies. Sammelband. Weinheim: Beltz & Gelberg, 1994.
- Illustrationen zu Märchen der Brüder Grimm. Beltz & Gelberg, 1995.
- Illustrationen zu Christine Nöstlinger: Mein Gegenteil. Beltz & Gelberg, 1996.
- Ein Buch für Bruno. Beltz & Gelberg, 1997.
- Illustrationen zu Franz Hohler: Die Spaghetti-Frau. Ravensburger, 1998.
- Was machen die Jungs? Weinheim: Beltz & Gelberg, Weinheim 1999.
- Illustrationen zu David Henry Wilson: Schloß Draußendrin. Beltz & Gelberg, Weinheim 2000.
- Die dreizehnte Fee. Beltz & Gelberg, Weinheim, 2002.
- Illustrationen zu Hans Christian Andersen: Märchen. Beltz & Gelberg, Weinheim, 2004.
- Königin Gisela. Beltz & Gelberg, Weinheim, 2006.
- Illustrationen zu Franz Hohler: Das große Buch. Carl Hanser Verlag München, 2009.
- Illustrationen zu Märchen aus aller Welt. Beltz & Gelberg, Weinheim 2010, ISBN 978-3-407-79973-9.
- Wenn ich groß bin, werde ich Seehund. Beltz & Gelberg, Weinheim 2011.
- Illustrationen zu August Kopisch: Die Heinzelmännchen. 2012.
- Prinz Alfred. 2012.
- Was machen die Mädchen heute? Beltz, Weinheim 2014, ISBN 978-3-407-79581-6.
- Illustrationen zu Siegfried Lenz: Das Wettangeln. Hoffmann und Campe Verlag, Hamburg 2015.
- Rosel von Melaten. Atlantik Verlag, Hamburg 2015, ISBN 978-3-455-37024-9.
- Illustrationen zu Wiglaf Droste: Nomade im Speck. edition Tiamat, Berlin 2016, ISBN 978-3-89320-208-9.
- Arno und die Festgesellschaft mit beschränkter Haftung. Beltz & Gelberg, Weinheim 2016, ISBN 978-3-407-82145-4.
- Illustrationen zu Siegfried Lenz: Marvellas ganze Freude. Hoffmann und Campe, Hamburg 2017, ISBN 978-3-455-40621-4.
- Schornsteiner. Beltz & Gelberg, Weinheim 2017, ISBN 978-3-407-82308-3.
- Illustrationen zu Jan Philipp Reemtsma: Weg war das Ihmchen. Kampa Verlag, Zürich 2020, ISBN 978-3-311-40002-8.
- Marina. Beltz & Gelberg, Weinheim 2022, ISBN 978-3-407-75632-9.
- Luise. Minedition, Zürich 2023, ISBN 978-3-03934-039-2.
- mit Julia Floß: Hier geht es um die Wurst und andere Redensarten aus der Küche. DuMont, Köln 2024, ISBN 978-3-8321-6941-1.

## Weiteres
2016 war er Jurymitglied der Auszeichnung Das außergewöhnliche Buch des Kinder- und Jugendprogramms des Internationalen Literaturfestivals Berlin.

## Einzelbelege
1. ↑  Stadt Köln Pressemitteilung vom 28. November 2016: Nikolaus Heidelbach. Neue Bilder-Bücher, von Simone Winkelhog, abgerufen am 12. März 2022

| Personendaten    | Personendaten                                           |
| ---------------- | ------------------------------------------------------- |
| NAME             | Heidelbach, Nikolaus                                    |
| KURZBESCHREIBUNG | deutscher Grafiker und Bilderbuchillustrator und -autor |
| GEBURTSDATUM     | 4. Dezember 1955                                        |
| GEBURTSORT       | Lahnstein, Rhein                                        |